# Ben Platt (Schauspieler)
Benjamin Schiff „Ben“ Platt (* 24. September 1993 in Los Angeles, Kalifornien) ist ein US-amerikanischer Schauspieler und Sänger.

## Leben
Ben Platt wurde als viertes von insgesamt fünf Kindern in eine jüdische Familie geboren. Seine Eltern sind der Film-, Fernseh- und Theaterproduzent Marc E. Platt, sowie dessen Frau Julie Beren Platt. Sein Bruder Jonah Platt ist ebenfalls als Schauspieler tätig. Platt ist homosexuell und hatte sein Coming-out bereits im Alter von 12 Jahren.
Platt sammelte bereits früh erste Musicalerfahrungen und war auch während seiner Zeit an der Mittelschule und High School als Schauspieler aktiv. Durch seine Theatererfahrung, vor allem im Musicalbereich, wurde er für den 2012 erschienenen Musicalfilm Pitch Perfect in den Hauptcast geholt. Für diesen Zeitraum wurde Platt für ein Jahr von seiner Schule freigestellt, um sich ausschließlich auf die Filmproduktion konzentrieren zu können. Im Film wurde er unter anderem neben Anna Kendrick, Skylar Astin, Anna Camp und Brittany Snow in einer wesentlichen Nebenrolle eingesetzt. Für seine Rolle des Benji Applebaum wurde er im darauffolgenden Jahr bei den Teen Choice Awards 2013 für einen Teen Choice Award in der Kategorie „Choice Movie Scene Stealer“ nominiert, konnte sich in dieser Kategorie jedoch nicht gegen Kellan Lutz, der den Preis für seine Rolle in Breaking Dawn – Biss zum Ende der Nacht, Teil 2 erhielt, durchsetzen. Bereits im Alter von elf Jahren spielte Ben Platt in Tony Kushners und Jeanine Tesoris Caroline, or Change mit, wobei er dem Cast auf einer nationalen Tour angehörte.
Im Alter von etwa 18 Jahren schloss er im Jahre 2011 seine Ausbildung an der Harvard-Westlake School ab. Im Jahre 2012 wurde Ben Platt an der Columbia University in New York aufgenommen, musste aber noch in seinem Freshman-Jahr freigestellt werden, da er gerade mit The Book of Mormon im Einsatz war.
Gleich im Anschluss zum Erfolg mit seinem Filmdebüt in Pitch Perfect wurde Platt in den Chicago-Cast von The Book of Mormon geholt, wo er als Sidekick von Nic Rouleau agierte. In der Rolle des Elder Arnold Cunningham spielte er von der Chicago-Premiere des Stücks im von Broadway In Chicago geführten Bank of America Theatre im Dezember 2012 bis zum 6. Oktober 2013, ehe für das Musical eine zweite US-Tour geplant wurde. Auf der 2. US-Tour wird Nic Rouleau als Elder Price durch David Larsen ersetzt; für Ben Platts Elder Cunningham schlüpft A.J. Holmes in ebendiese Rolle. Kurz darauf wurde allerdings auch Holmes abgelöst; ihm folgte Cody Jamison Strand. Am 21. Oktober 2013 wurde bekanntgegeben, dass Rouleau und Platt zusammen in der noch laufenden Broadway-Produktion in ihren bereits angestammten Rollen eingesetzt werden sollen. Während Rouleau den für einen Tony Award nominierten Andrew Rannells, der als Lead nach Chicago wechselt, ersetzt, tritt Platt in die Fußstapfen von Cody Jamison Strand, der bis dato die Rolle des gesellschaftlich ungeschickten Elder Cunningham innehatte. Des Weiteren ersetzt Rouleau den ebenfalls bereits in dem Stück als Elder Price eingesetzten Matt Doyle.
Von 2015 bis 2017 trat Platt in der titelgebenden Hauptrolle des Broadway-Musicals Dear Evan Hansen auf. Diese Rolle spielte er auch 2021 bei der Musicalverfilmung.
Seit 2019 war er Hauptdarsteller der Fernsehserie The Politician. Er spielte die Rolle eines Schülers bzw. Studenten, der das Amt des Präsidenten der Vereinigten Staaten anstrebt.

## Diskografie (Auswahl)
Alben
- 2019: Sing to Me Instead
- 2021: Reverie

Singles
- 2017: Waving Through A Window (US: Platin, UK: Gold)[7]
- 2017: You Will Be Found (US: Gold, UK: Silber)
- 2017: Sincerely, Me (US: Gold, UK: Silber)
- 2017: For Forever (US: Gold)
- 2018: Found / Tonight (mit Lin-Manuel Miranda)
- 2019: Bad Habit
- 2019: Grow as We Go (mit Sara Bareilles; US: Gold)
- 2019: Rain
- 2020: So will I
- 2021: Imagine

## Filmografie (Auswahl)
- 2012: Pitch Perfect
- 2015: Pitch Perfect 2
- 2015: Ricki – Wie Familie so ist (Ricki and the Flash)
- 2016: Die irre Heldentour des Billy Lynn (Billy Lynn’s Long Halftime Walk)
- 2017: The Female Brain
- 2019: Drunk Parents
- 2019: Run This Town
- 2019–2020: The Politician (Fernsehserie, 15 Episoden)
- 2021: Broken Diamonds
- 2021: Dear Evan Hansen
- 2021: The Premise (Fernsehserie, 1 Episode)
- 2022: The People We Hate at the Wedding
- 2023: The Other Two (Fernsehserie, 1 Episode)

## Theaterauftritte (Auswahl)
- 2004: Caroline, or Change
- 2012: Hair (Columbia Musical Theatre Society)
- 2014–2015: The Book of Mormon (Eugene O’Neill Theatre, New York)
- 2016: Dear Evan Hansen (Second Stage Theatre, New York)
- 2016–2017: Dear Evan Hansen (Music Box Theatre, New York)

## Nominierungen und Auszeichnungen
- 2013: Nominierung für einen Teen Choice Award in der Kategorie „Choice Movie Scene Stealer“
- 2017: Distinguished Performance Award des Drama League Award für Dear Evan Hansen
- 2017: Tony Award/Bester Hauptdarsteller in einem Musical für Dear Evan Hansen
- 2018: Grammy Award for Best Musical Theater Album für Dear Evan Hansen
- 2022: Nominierung für die Goldene Himbeere in der Kategorie „schlechtester Schauspieler“ für Dear Evan Hansen
- 2022: Nominierung für die Goldene Himbeere in der Kategorie „Schlechteste Filmpaarung“ für Dear Evan Hansen